# Charsznica (gemeente)
De gemeente Charsznica is een landgemeente in het Poolse woiwodschap Klein-Polen, in powiat Miechowski.
De zetel van de gemeente is in Charsznica.
Op 30 juni 2004 telde de gemeente 7795 inwoners.

## Oppervlakte gegevens
In 2002 bedroeg de totale oppervlakte van gemeente Charsznica 78,28 km², waarvan:
- agrarisch gebied: 87%
- bossen: 6%

De gemeente beslaat 11,57% van de totale oppervlakte van de powiat.

## Demografie
Stand op 30 juni 2004:
| Omschrijving                   | Totaal | Totaal | Vrouwen | Vrouwen | Mannen | Mannen |
| ------------------------------ | ------ | ------ | ------- | ------- | ------ | ------ |
| eenheid                        | aantal | %      | aantal  | %       | aantal | %      |
| inwoners                       | 7795   | 100    | 3970    | 50,9    | 3825   | 49,1   |
| bevolkingsdichtheid (inw./km²) | 99,6   | 99,6   | 50,7    | 50,7    | 48,9   | 48,9   |

In 2002 bedroeg het gemiddelde inkomen per inwoner 1122,63 zł.

## Aangrenzende gemeenten
Gołcza, Kozłów, Książ Wielki, Miechów, Wolbrom, Żarnowiec